# گابرووو (استان خاسکوو)
گابرووو (به بلغاری: Gaberovo) یک منطقهٔ مسکونی در بلغارستان است که در شهرستان ماجاروفو واقع شده‌است.